# Mao-Anzug

Schematische Darstellung – Mao-Anzug mit schmalem Rundkragen – Übernahme und Anpassung durch Mao

Der Mao-Anzug (nach Mao Zedong), in China als „Sun-Yat-sen-Anzug“ (chinesisch 中山裝 / 中山装, Pinyin Zhōngshān zhuāng – „Zhongshan-Anzug“) bekannt, nach Sun Yat-sen (in China meist bekannt als Sūn Zhōngshān), ist ein nach Gründung der Republik China im Jahr 1911 von Sun eingeführter Anzug für Männer und Frauen.

## Geschichte

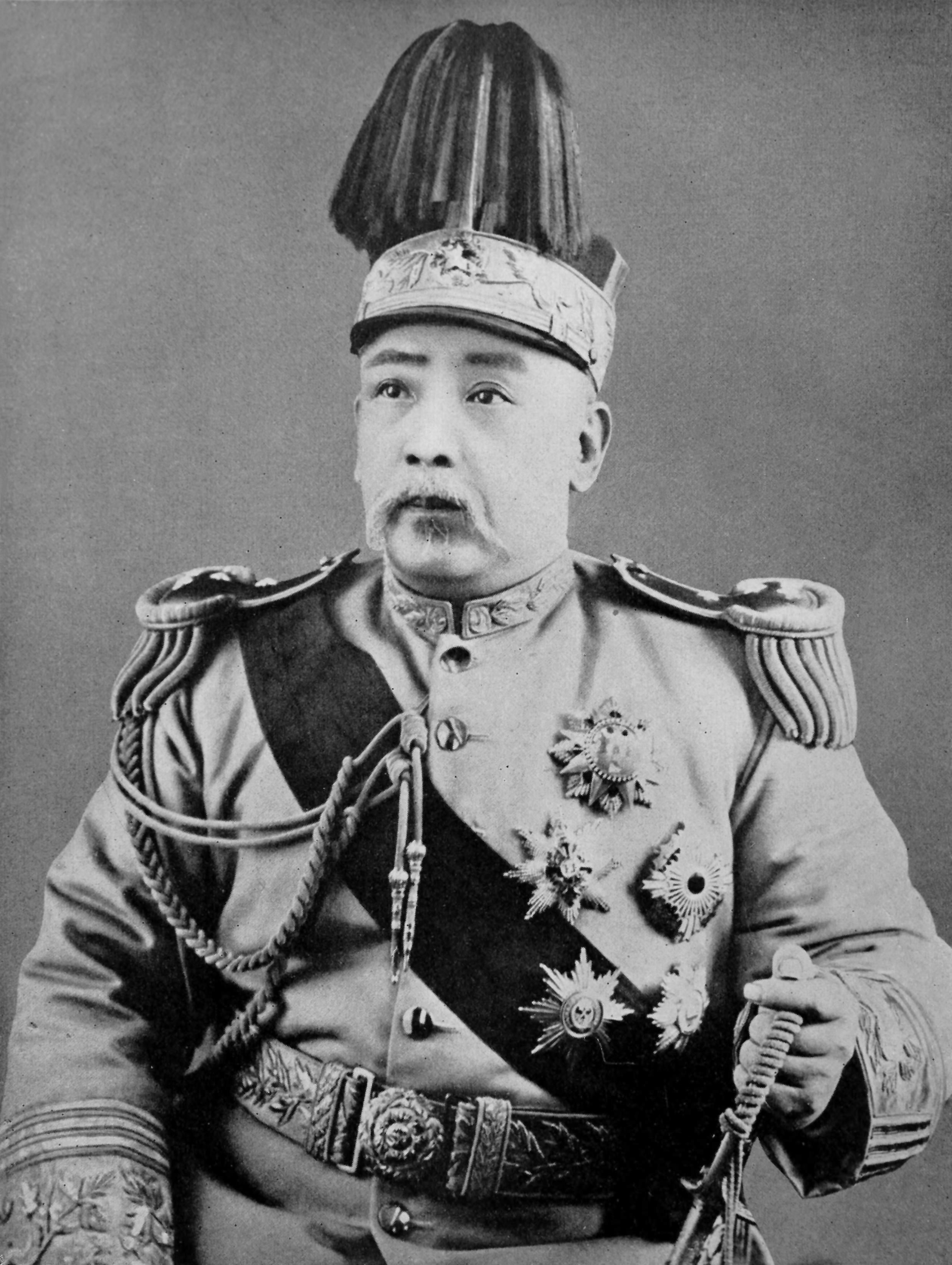
Yuan Shikai in westlicher Uniform als Präsident der Republik

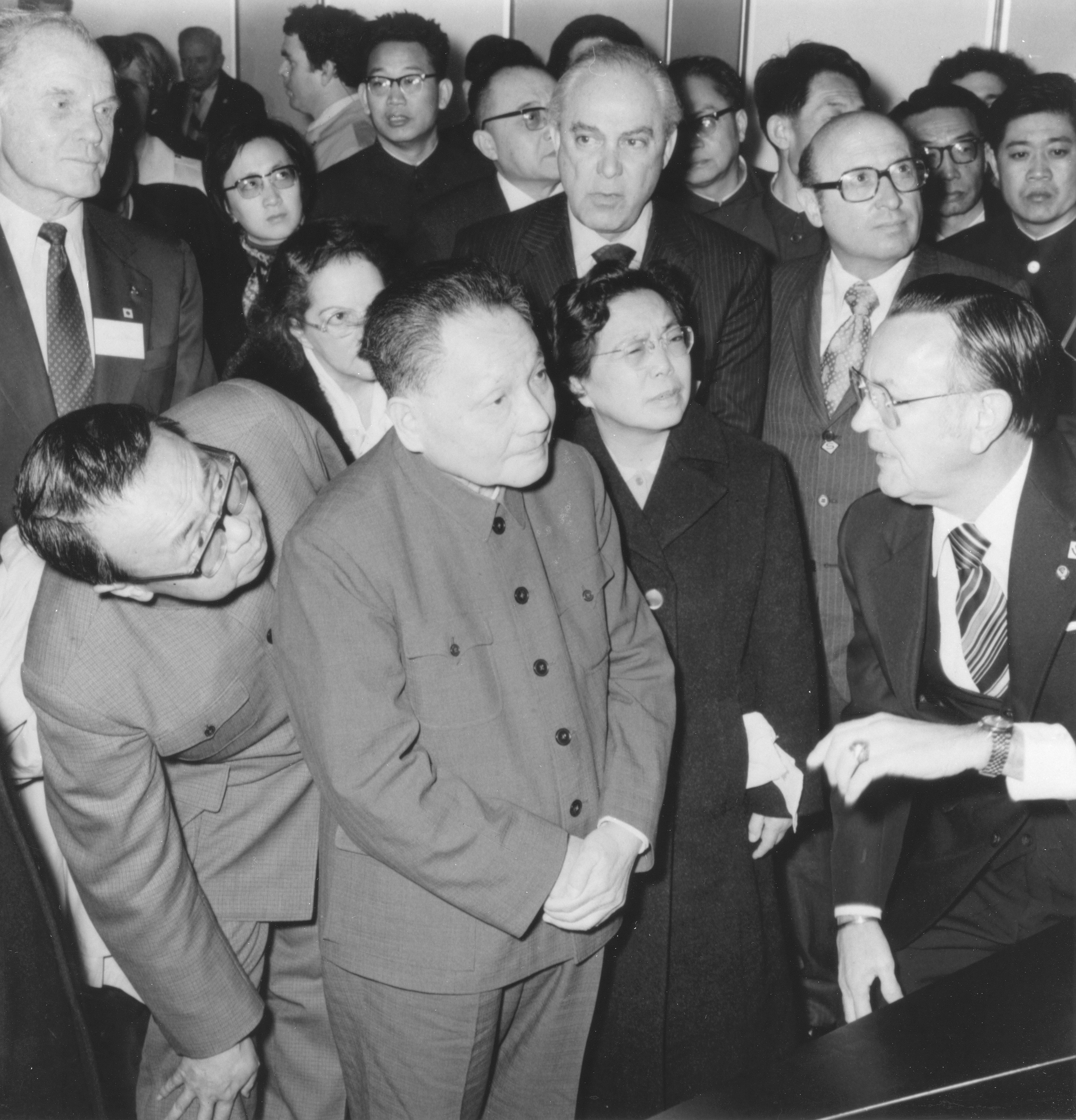
Deng Xiaoping im Mao-Anzug, 1979

Zu Ende des Chinesischen Kaiserreichs unter den Qing wurde China immer mehr mit fremden Kulturen konfrontiert, die das sinozentrische Bild ins Wanken brachten, nachdem die chinesische Kultur über lange Zeit durch ihre Vorreiterrolle in Ostasien geprägt war. Unter vor allem westlichen Einflüssen änderte sich die Kultur am Anfang des 20. Jahrhunderts stark, es bildeten sich, wie mit der Bewegung des vierten Mai, in der chinesischen Gesellschaft starke Strömungen.
Auch die chinesische Kleidung war in dieser Zeit vielen Änderungen unterworfen: Westliche Anzüge wurden getragen sowie Frauenkleider aus dem Ausland übernommen. Lokale Warlords trugen sowohl Kleidung der Qing-Zeit als auch westliche Uniformen.
Westliche Militärberater, darunter auch deutsches Militär, reformierten die chinesische Armee, die in der Neuen Armee der Qing-Dynastie resultierte. Da die ursprüngliche Kleidung für die neuen Waffenarten zu unpraktisch war, wurden Uniformen nach westlichem Vorbild eingeführt.
Die chinesische Bildung wurde ebenfalls nach westlichem Vorbild reformiert, und sowohl militärischer Drill als auch Uniformen hielten Einzug in der Ausbildung. Viele chinesische Studenten studierten zudem im westlichen Ausland, in Japan und der Sowjetunion und trugen zum Einfließen fremder Werte bei.
Um nach dem Sturz des Kaiserreichs der Republik ein neues Gesicht zu geben, beauftragte der erste provisorische Staatspräsident der Chinesischen Republik Sun Yat-sen (in China Sūn Zhōngshān genannt), der selbst lange Zeit in Japan und im westlichen Ausland lebte, Schneider mit der Erstellung eines neuen Anzugs. In China wurde dieser als Zhōngshān zhuāng bekannt, benannt nach seinem Auftraggeber.
Im Jahr 1923 wurde der Anzug durch die Kuomintang zum Pflichtkleidungsstück der chinesischen Beamten erklärt, und seit 1927 trug Mao Zedong den Anzug. Im Jahre 1948 wurde er bei der Machtübernahme von den Anhängern der Kommunistischen Partei angenommen.
Bei der Ausrufung der Volksrepublik China 1949 trat Mao Zedong in diesem Anzug auf. Erst dieser Auftritt machte das Bekleidungsstück populär, so dass es in der westlichen Welt als Mao-Anzug oder Mao-Look bekannt wurde.
Mao brachte die Politik ins tägliche Leben ein, so dass auch die Kleidung eine politische Aufgabe übernahm. Es existierten unter der kommunistischen Regierung nie Kleidungsvorschriften, doch zog sich die Bevölkerung nach „proletarischer Art“ an, wenn auch „bürgerliche“ westliche Kleidung und der Qipao anfänglich noch getragen wurde, letzterer unter anderem bei offiziellen Anlässen.
Zu Beginn der Kulturrevolution erschien Mao in grüner Uniform, die dann in eigener Regie von den Roten Garden übernommen wurde und das Bekleidungsideal der folgenden Zeit prägte. Westliche Anzüge (西服,  xīfú, der eigentliche Herrenanzug) und moderne Frauenkleider wurden als „bürgerlich“ gebrandmarkt und verboten. Zur Entledigung der vier alten Werte nahmen die Roten Garden den Trägern die angeprangerte Kleidung gewaltsam ab. Dies waren sowohl westliche Kleidung als auch traditionelle Kleidung aus dem vergangenen Kaiserreich. Abgenommene Kleidungsstücke wurden als Trophäen gezeigt, und ihre Besitzer konnten bestraft werden. Unter dem kommunistischen Einfluss wurden Geschlechterunterschiede in der Kleidung nivelliert, auch schnitten sich Frauen zunehmend ihre Haare kurz.
Der Anzug fand Einzug im Alltagsleben und wurde zum Beispiel auch zu feierlichen Anlässen wie Hochzeiten getragen.
Auf der Suche nach einer angemessenen Kleidung für das Volk wurden 1956 ostdeutsche Gestalter zur Unterstützung in die Volksrepublik gerufen.
Diese Kleidung dominierte die Mode der 1960er Jahre und erlebte ihren Höhepunkt in der Kulturrevolution. Anfang der 1970er Jahre wurde der Mao-Anzug auch bei Intellektuellen beliebt. Nach Ende der Kulturrevolution und dem Eingestehen von Fehlern unter Deng Xiaoping nahm der Stellenwert des Anzugs immer mehr ab.
Jahrzehntelang wurde der Anzug, Sinnbild des Zeitgeistes oder der Ideologie vor und während der Kulturrevolution, auf Grund politisch ausgeübten Druckes getragen. Im Gegensatz dazu dürfte die Mehrzahl der Chinesen diesen Anzug heutzutage weder als Ausdruck der Identifikation mit der anfänglichen Politik der chinesischen Kommunisten noch als Identifikation mit den ursprünglichen Werten, Idealen oder als Identifikation mit den Verfechtern des chinesischen Ansatzes für eine klassenlose Gesellschaft ansehen. Heute gilt er maximal als eine Art politisch korrekter Bekleidung, die bei offiziellen (politischen) Anlässen oder als Amtstracht in politischen Führungszirkeln angezogen wird. Die chinesischen Bürger tragen inzwischen vornehmlich Anzüge und andere Kleidung westlicher Prägung.
Anfang der 1990er Jahre wurde der Mao-Anzug im Zuge des Neomaoismus als Jugendkleidung beliebt. Es heißt, die Mode entstamme einer auf Kitsch basierten konsumhaften Betrachtung des Erbes Mao Zedongs. Diese trägt heute eher Züge einer kommerziellen Verklärung in Form einer regen Popkultur anstatt Züge eines Führerkultes stalinistischer oder gar nordkoreanischer Prägung, wie noch zu Zeiten der Kulturrevolution.

## Aussehen

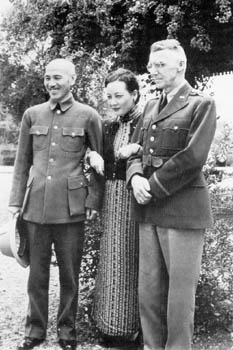
Chiang Kai-shek im Zhongshan-Anzug mit Joseph Stilwell und Soong May-ling, 1942

Im Entwurf nach Sun Yat-sen finden sich mit dem Stehkragen Elemente japanischer Studentenuniformen, die wiederum von preußischen Uniformen abgeleitet sind, mit den äußeren Taschen Elemente deutscher Militäruniformen und ebenso Einflüsse lokaler, bäuerlicher Kleidung. Getragen wurde die Jacke mit westlichen Hosen.
Als Vorläufer werden auch Uniformen chinesischer Studenten gesehen, die bereits ähnliche Elemente besaßen. Hier wird auf die Orientierung der Bildung nach westlichem Vorbild verwiesen und ein Import von Stilen japanischer Studentenuniformen angenommen, da zu der Zeit viele Chinesen in Japan studierten.
Über die Zeit war der Mao-Anzug verschiedenen Änderungen unterworfen. Unter Mao Zedong wurde der Stehkragen durch einen schmalen Rundkragen ersetzt und erhielt mehr Elemente bäuerlicher Kleidung, und die dazu getragenen Hosen wurden durch traditionelle Hosen beeinflusst.
Der Anzug hat zwei aufgenähte Brusttaschen und zwei seitlich aufgenähte Seitentaschen. Jede Brust- und Seitentasche ist mit einer Patte (Verschlussklappe) versehen und kann mit einem Knopf verschlossen werden. Der Kragen ist eng mit einer kurzen, umgeklappten Falz und wird vom Träger als einschnürend empfunden. Die Jacke wird mit fünf zentrierten Knöpfen bis oben eng an den Kragen verschlossen. Die Betonung liegt auf Symmetrie und Ausgewogenheit.
Das Material des Anzugs besteht aus Baumwolle oder aus einer Mischung mit Synthetik. Es finden sich bei den Anzügen die Farben Grau, Khaki und Indigoblau. Dabei stellten diese Farben trotz der Uniformität paradoxerweise eine Hierarchie in der Bevölkerung heraus: Bauern und Arbeiter trugen Indigo, Soldaten der Volksbefreiungsarmee trugen Khaki und Parteikader Grau.
Im Volk selbst wurden durch leichte Modifikationen des Anzugs über die Zeit einzelne Versuche unternommen, die Uniformität zu durchbrechen.

## Bedeutung

Mao-Bildnis über dem Tor des Himmlischen Friedens am Tian’anmen-Platz

Während der Mao-Anzug unter Sun Yat-sen für den Umbruch nach dem Kaiserreich und das neue China stand, wurde er unter Mao zu einem Symbol der Revolution und einem Zeichen von Konformität. Er wurde dadurch ein nationales Symbol der Revolution.
Er unterstützte auch die Auflösung des Individuums im Kollektiv und die Arbeit im Danwei, den lokalen Arbeitseinheiten, und führte zur Stärkung des Nationalgefühls. Er symbolisierte dabei die revolutionäre Enthaltsamkeit und trug zur Aufhebung der Geschlechtsunterschiede bei, entsagte auch der Betrachtung des weiblichen Körpers als Objekt durch die bürgerlichen Normen.
Den verschiedenen Komponenten wird eine gewisse Symbolik nachgesagt:
Die drei Manschettenknöpfe des Anzuges stehen laut Sun Yat-sen für die drei Prinzipien des Volkes, die vier Taschen für die Rechte des Volkes. Über die Innentasche des Anzugs sagt er: „Sie steht für das Recht zur Amtsenthebung korrupter und unfähiger Politiker.“ (Sun Yat-sen) Alternativ werden die Taschen auf die vier Prinzipien des Yijing (I-Ging) bezogen und die fünf Knöpfe auf die Gewalten der Verfassung der Republik China.
Die Bezeichnung der blauen Ameisen resultierte aus der westlichen Vorstellung, dass die chinesische Bevölkerung in uniformer Kleidung zu Werke ging. Die Bevölkerung trug jedoch keine Uniform; vielmehr setzte die kommunistische Regierung die Kleidung als ein wichtiges Differenzierungskriterium für Funktionen und Klassen ein.

## Verwandte Kleidungsstücke
Eine militärische Form des Mao-Anzugs ist der Zhifu (制服 – „Uniform“), der unter anderem ohne Knöpfe an den Taschen auskommt.
Unter sowjetischen Einflüssen wurde der Lenin-Anzug (列寧服 / 列宁服) getragen, mit dem politische Loyalität gezeigt werden konnte.
In Zaire (heute Demokratische Republik Kongo) wurde der Abacost propagiert.

## Mao-Look
Entsprechend dem Stil des Mao-Anzugs wurde in der Mode die Optik eines hochgeschlossenen Jackenmodells auch als „Mao-Look“ bezeichnet. Ihr Charakteristikum war der Stehbundkragen.

## Persiflagen
Der chinesischstämmige amerikanische Fotokünstler Tseng Kwong Chi fotografierte sich mit Sonnenbrille und Mao-Anzug als Tourist vor Sehenswürdigkeiten (East meets West).
Der Bildhauer Sui Jianguo (* 1956), nach eigenen Angaben ein früheres Mitglied der Roten Garden, begann 1997 seine Serie zu den Mao-Anzügen, in die er Persönlichkeiten wie Karl Marx und Jesus Christus steckte. Zu dem Anzug in heutiger Zeit sagte er: „Der Anzug ist Konsumgut geworden. Man trägt ihn so, wie man sich ein Che-Guevara-Poster an die Wand hängt.“ (Sui Jianguo)